# Gertrud Kamp
Gertrud Kamp (ur. 20 września 1926, zm. 13 sierpnia 2022) – szwedzka curlerka, żona Axla, matka Ragnara.
Kamp będąc skipem w drużynie reprezentującej Sollefteå Curlingklubb sięgała po tytuł  mistrzyni Szwecji w latach 1965 i 1971. Osiągnięcia te nie umożliwiły gry w rywalizacji międzypaństwowej, ponieważ mistrzostwa Europy organizowane są od 1975 a świata od 1979.
Jako rezerwowa wystąpiła w Mistrzostwach Europy 1986. Zawody rozgrywane były potrójnym systemem pucharowych a szwedzka drużyna Elisabeth Högström dotarła do ćwierćfinału, gdzie przegrała 5:7 ze Szwajcarkami (Liliane Raisin). Zespół z Karlstad wywalczył 7. pozycję w spotkaniu przeciwko Holenderkom (Laura van Imhoff).
W latach 1968–1975 Kamp zasiadała w zarządzie Szwedzkiej Federacji Curlingu.

## Drużyna
|           | Czwarta      | Trzecia    | Druga             | Otwierająca    |
| --------- | ------------ | ---------- | ----------------- | -------------- |
| 1964/1965 | Gertrud Kamp | Gun Olsson | Christina Jeanson | Britta Lundahl |
| 1970/1971 | Gertrud Kamp | Gun Olsson | Christina Jeanson | Iris Nilsson   |